# 冨士原康一
冨士原 康一（ふじわら こういち、1949年4月8日 - ）は、日本の国土交通技官。国土交通省海事局長や、日本海事協会会長を経て、日本海事協会理事会議長。

## 人物・経歴
1973年東京大学工学部船舶工学科卒業。1975年東京大学大学院修士課程修了、運輸省入省。1996年運輸省海上技術安全局舶用工業課長。2002年国土交通省中国運輸局長。2003年国土交通省大臣官房技術審議官（海事局）。2005年国土交通省海事局次長。2006年国土交通省海事局長。2007年日本海事協会顧問。2010年日本海事協会常務理事。2011年日本海事協会業務執行理事常務理事。2011一般財団法人日本海事協会業務執行理事副会長。2016年日本海事協会代表理事会長。2020年日本海事協会理事会議長。2020年国際船級協会連合（IACS）Council議長。2023年一般財団法人日本海洋レジャー安全・振興協会会長。2021年瑞宝中綬章受章。